# Gordon B. Rogers

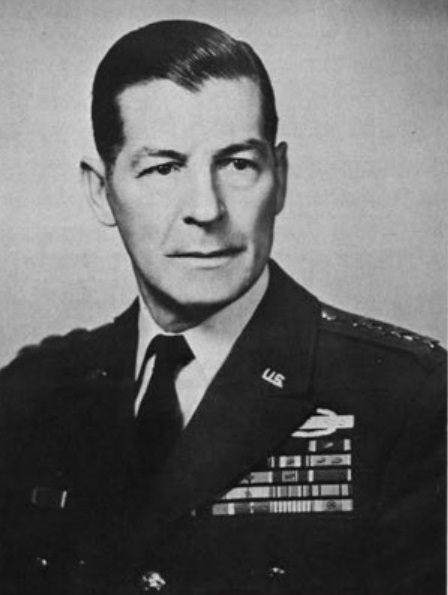
Gordon B. Rogers (1958)

Gordon Byrom Rogers (* 22. August 1901 in Manchester, Coffee County, Tennessee ; † 3. Juli 1967 in Washington, D.C.) war ein US-amerikanischer Offizier und Generalleutnant der United States Army. Er war unter anderem Kommandeur des VII. Corps.
Gordon Rogers war der Sohn von Jesse Rice und dessen Frau Florence Wilburn geborene Byrom. Nach seiner Schulzeit und einem Jahr an der University of Tennessee absolvierte er in den Jahren 1921 bis 1924 die United States Military Academy in West Point. Nach seinem dortigen Abschluss wurde er als Leutnant der Kavallerie zugeteilt. In der Armee durchlief er anschließend alle Offiziersränge vom Leutnant bis zum Drei-Sterne-General. Im Verlauf seiner militärischen Laufbahn machte er auch von weiteren Fortbildungsmöglichkeiten Gebrauch. So besuchte er den Cavalry School, troop officers course (1929), den Advanced equitation course (1930) und dann das Command and General Staff College im Jahr 1939. Im Jahr 1951 absolvierte er zu dem noch das United States Army War College. Rogers war ein begeistertster Reiter und gehörte zwischenzeitlich einer Polomannschaft der Armee an.
In den 1920er und 1930er Jahren war er in seinem Militärdienst bei verschiedenen Einheiten stationiert. Dazu gehörten unter anderem das 1., 2. und das 10. Kavallerieregiment. Im Jahr 1939 wurde er zum 6. Kavallerieregiment versetzt, das damals in Fort Oglethorpe in Georgia stationiert war. Dort kommandierte er eine Schwadron. Im Februar 1942, also bereits während des Zweiten Weltkriegs, wurde er zum 3. Kavallerieregiment in Fort Benning versetzt. Bald danach übernahm er das Kommando über dieses Regiment. Dabei war er der letzte Kommandeur des klassischen noch mit Pferden ausgerüsteten Regiments. Im Sommer 1942 wurde die Einheit in ein Panzerregiment mit dem neuen Namen 3. Panzerregiment umgewandelt.
Im Juli 1942 wurde Rogers dem I. Corps als Stabsoffizier im Nachrichtenwesen (G2) zugeteilt. In den Jahren 1942 und 1943 war er mit diesem Corps in Australien und Neuguinea stationiert. Danach war er erneut Stabsoffizier im Nachrichtenwesen, dieses Mal bei dem damaligen vor allem mit Ausbildungsaufgaben betrauten Großverband Army Ground Forces. Nach einer kurzen Zwischenstation als Stabsoffizier im Hauptquartier des Heeres wurde Rogers 1946 in das besetzte Japan versetzt, wo er das 12. und dann das 5. Kavallerieregiment kommandierte. Im Sommer 1949 wurde er Leiter der Fakultät für Nachrichten und Geheimdienste am Command and General Staff College. Später gehörte er auch der Fakultät des Army War Colleges an.
Während des Koreakriegs war Rogers seit Juni 1952 stellvertretender Kommandeur der in Korea eingesetzten 40. Infanteriedivision. Danach leitete er bis Oktober 1953 die Korean Military Advisory Group, die die Aufgabe hatte die südkoreanische Armee auszubilden und logistisch zu unterstützen. Danach wurde er nach Fort Knox versetzt, wo er zwischen Januar 1954 und April 1955 das Kommando über die 3. Panzerdivision innehatte. Danach war er wieder als Stabsoffizier im Heeresministerium tätig, ehe er im Jahr 1956 nach Deutschland beordert wurde, wo er von München aus den Southern Area Command der Heeresstreitkräfte befehligte. Gleichzeitig war er stellvertretender Kommandeur der 7. Armee. Zwischen September 1958 und Oktober 1959 kommandierte Rogers das VII. Corps. Von 1959 bis 1961 hatte Rogers das Kommando über den Continental Army Command in Fort Monroe in Virginia. Anschließend ging er in den Ruhestand.
Seinen Lebensabend verbrachte Gordon Rogers in Severna Park in Maryland. Für einige Zeit war er einer der Direktoren des für Waffenentwicklungen zuständigen Mutual Weapons Development Teams der NATO. Seit 1934 war er in erster Ehe mit Mary Louise Watson (1910–1963) verheiratet. Aus dieser Ehe entstammt der 1934 geborene Sohn Gordon Byrom Rogers Jr., der ebenfalls eine Militärlaufbahn einschlug und bis zum Brigadegeneral aufstieg. 1964 heiratete der ältere Rogers in zweiter Ehe Mildred Montague Kimball. Er stab am 3. Juli 1967 im Walter Reed Army Medical Center in Washington D.C., nicht zu verwechseln mit dem in Bethesda beheimateten Walter-Reed-Militärkrankenhaus, und wurde auf dem Nationalfriedhof Arlington beigesetzt.

## Orden und Auszeichnungen
Gordon Rogers erhielt im Lauf seiner militärischen Laufbahn unter anderem folgende Auszeichnungen:
- Distinguished Service Cross
- Army Distinguished Service Medal
- Silver Star
- Legion of Merit
- Bronze Star Medal
- Purple Heart
- Combat Infantryman Badge